# Хаккерберг
Хаккерберг (нем. Hackerberg) — посёлок (нем. Gemeinde) в Австрии, в федеральной земле Бургенланд. 
Входит в состав округа Гюссинг.  Население составляет 405 человек (на 15 мая 2006 года). Занимает площадь 3,9 км². Официальный код  —  10418.

## Политическая ситуация
Бургомистр коммуны — Эмиль Грандитс (АНП) по результатам выборов 2007 года.
Совет представителей коммуны (нем. Gemeinderat) состоит из 11 мест.
- АНП занимает 7 мест.
- СДПА занимает 4 места.